# Kodak Xtol
Kodak Xtol är en framkallare för svart-vit negativfilm som produceras av Kodak. Xtol är en av de få framkallare som inte innehåller hydrokinon och anses vara bättre för miljön.